# غريغ أندرسون (مهندس)
غريغ أندرسون (بالإنجليزية: Greg Anderson)‏ هو مهندس أمريكي، ولد في 14 مارس 1961 في دولوث في الولايات المتحدة.